# Libra (geslacht)
Libra is een geslacht van vlinders van de familie dikkopjes (Hesperiidae), uit de onderfamilie Hesperiinae.

## Soorten
- L. aligula (Schaus, 1902)
- L. anatolica (Plötz, 1883)